# Mixtecapa
Mixtecapa är en ort i Mexiko.   Den ligger i kommunen Atlamajalcingo del Monte och delstaten Guerrero, i den sydöstra delen av landet, 250 km söder om huvudstaden Mexico City. Mixtecapa ligger 1 993 meter över havet och antalet invånare är 693.
Terrängen runt Mixtecapa är kuperad söderut, men norrut är den bergig. Runt Mixtecapa är det ganska tätbefolkat, med 65 invånare per kvadratkilometer. Närmaste större samhälle är Malinaltepec, 4,7 km väster om Mixtecapa. I omgivningarna runt Mixtecapa växer huvudsakligen savannskog.